# Penelope (filme de 1966)
Penelope  (Brasil: Os Prazeres de Penélope  ) é um filme estadunidense de 1966, dos gêneros comédia, policial e romance, dirigido por Arthur Hiller , roteirizado por George Wells, baseado no livro de E.V. Cunningham 
e música de Johnny Williams.

## Sinopse
Uma bela jovem, sentindo-se negligenciada por seu marido, torna-se uma sofisticada ladra de bancos  e  de jóias.

## Elenco
- Natalie Wood ....... Penelope Elcott
- Ian Bannen .......  James B. Elcott
- Dick Shawn ....... Dr. Gregory Mannix
- Peter Falk .......  Tenente Horatio Bixbee
- Jonathan Winters ....... Professor Klobb
- Lila Kedrova ....... Princesa Sadaba
- Lou Jacobi ....... Ducky
- Norma Crane ....... Mildred Halliday
- Arthur Malet .......  Major do Exército da Salvação Higgins
- Jerome Cowan .......  Gerente do banco
- Arlene Golonka ....... Honeysuckle Rose
- Amzie Strickland ....... Miss Serena
- Bill Gunn ....... Sargento Rothschild
- Carl Ballantine ....... Boom Boom
- Iggie Wolfington .......  proprietário do estabelecimento